# Greed
Greed (bra: Ouro e Maldição) é um filme mudo estadunidense de 1924, do gênero drama, escrito e dirigido por Erich von Stroheim, baseado no romance McTeaghe, de Frank Norris.
Lançado em 4 de dezembro de 1924, foi protagonizado por Gibson Gowland, ZaSu Pitts e Jean Hersholt.

## Elenco
- Gibson Gowland como Dr. John McTeague
- ZaSu Pitts como Trina Sieppe
- Jean Hersholt como Marcus Schouler
- Jack Curtis como pai de McTeague
- Tempe Pigott como mão de McTeague
- Erich von Ritzau como Dr. 'Painless' Potter
- Chester Conklin como Hans 'Popper' Sieppe
- Silvia Ashton como 'Mommer' Sieppe
- Austen Jewell como August Sieppe
- Oscar Gottell como Max Sieppe
- Otto Gottell como Moritz Sieppe
- Joan Standing como Selina
- Max Tyron como Rudolph Oelbermann